# V604T
V604Tは、ボーダフォン日本法人（現ソフトバンクモバイル）が販売するPDC通信方式の携帯電話端末である。東芝製。
2006年3月23日にボーダフォンよりプレスリリース。2006年4月22日に関東、4月28日に東海・関西、5月12日に残りの地域で発売された。JATE通過は200?年?月?日。V6シリーズ最後の端末でもある。ソフトバンクモバイルブランドのリモデルは行われず、SoftBank 6シリーズは存在しないこととなった。

## 概要
2005年2月に発売されたV603Tの後継機に当たる。折りたたみ式。外部メモリーはminiSDカード対応である。カメラ性能はCMOS 約131万画素。アナログテレビ及びFMラジオの受信に対応する。

## その他のスペック
- サウンド：64和音・30KB対応
- 受信メール保存：最大2,000件
- 送信メール保存：最大300件
- Vアプリ(Java™対応アプリ)256Ver2：10MB(最大416件、データフォルダと共用)

## 特徴
- 電子辞書機能

電子辞書機能を利用可能（国語／英和／和英）
- 液晶画面が360°回転する一風変わったケータイ。構造はV603Tと同様。

V603Tより大きく変更された点として、音楽再生機能が追加されて音楽ケータイになった点、ポップなデザインから少し落ち着いたデザインになった点、アナログテレビ受信用のアンテナが追加された点の3つがあげられる。